# The Raincoats
The Raincoats são uma banda pós-punk britânica. Ana da Silva e Gina Birch formaram o grupo em 1977 enquanto estudavam no Hornsey College of Art em Londres.

## Carreira
Em toda a carreira, a banda teve como principais Ana da Silva e Gina Birch, sendo todos os outros integrantes músicos de sessão. Todos os seus cinco álbuns foram bem avaliados pela crítica. A mesma definiu The Raincoats como uma banda pós-punk incomum, pois seus álbuns continham bastante dissonância e mudança de ritmos brusca.

## Discografia
As posições são da lista da UK Indie Chart.

### Álbuns
- 1979 - The Raincoats [3][4] (#5)
- 1981 - Odyshape (#5)
- 1983 - The Kitchen Tapes (ao vivo)
- 1984 - Moving (#5)
- 1996 - Looking in the Shadows

### EPs
- 1983 - Animal Rhapsody
- 1994 - Extended Play

### Singles
- 1979 - "Fairytale in the Supermarket" / "In Love" / "Adventures Close to Home"
- 1982 - "No One's Little Girl" / "Running Away" (#47)
- 1983 - "Animal Rhapsody" / "No One's Little Girl" / "Honey Mad Woman"
- 1996 – "Don’t Be Mean" / "Vicious" / "I Keep Walking"

### Faixas em compilações
- 1980 - "In Love" em Wanna Buy A Bridge?
- 1990 - "No One's Little Girl" em A Constant Source of Interruption
- 1993 - "In Love" em Lipstick Traces - compilado por Greil Marcus autor de In the Fascist Bathroom
- 1995 - "Off Duty Trip" em Razor and Tie Music
- 1995 - "In Love" em Upsalapalooza
- 1996 - "Pretty" em Buy Product 2
- 1999 - "No One's Little Girl" em Postpunk Chronicles: Left of the Dial
- 2001 - "Fairytale in the Supermarket" em Rough Trade Shops 25 years
- 2003 - "Lola" em Rough Trade Shops Post Punk 01
- 2003 - "Animal Rhapsody" em Chicken Lips DJ Kicks
- 2004 - "Fairytale in the Supermarket" em Left of the Dial: Dispatches from the '80s Underground
- 2006 - "Only Loved at Night" em Rip it Up - compilado por Simon Reynolds, autor de Rip it Up and Start Again
- 2006 - "Monk Chant" em Silver Monk Time
- 2006 - "Shouting Out Loud" em Girl Monster